# Tibiotarsus

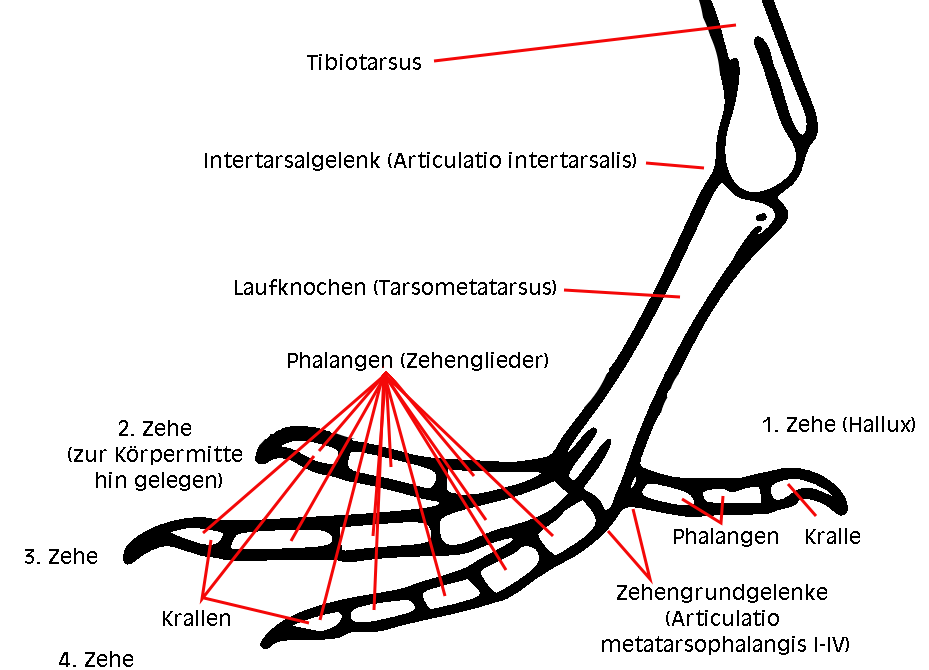
Die Knochen des Vogelfußes. Der Tibiotarsus befindet sich oberhalb des Intertarsalgelenks.

Tibiotarsus (Mehrzahl: Tibiotarsi) ist der Unterschenkelknochen der Vögel und einiger Dinosauriergruppen, der aus der Verschmelzung des Schienbeins (Tibia) mit der oberen Reihe der Fußwurzelknochen (Tarsi: Astragalus und Calcaneus) hervorgegangen ist (siehe auch Vogelskelett, Vogelfuß).
Eine als „Tibiotarsus“ bezeichnete Struktur findet sich als Modifikation des Tarsus auch bei den wirbellosen Gliederfüßern (Arthropoda). Innerhalb dieser Gruppe haben die Sackkiefler (Entognatha), einige Echte Tierläuse und die Larven der Polyphaga einen Tibiotarsus.

## Literatur

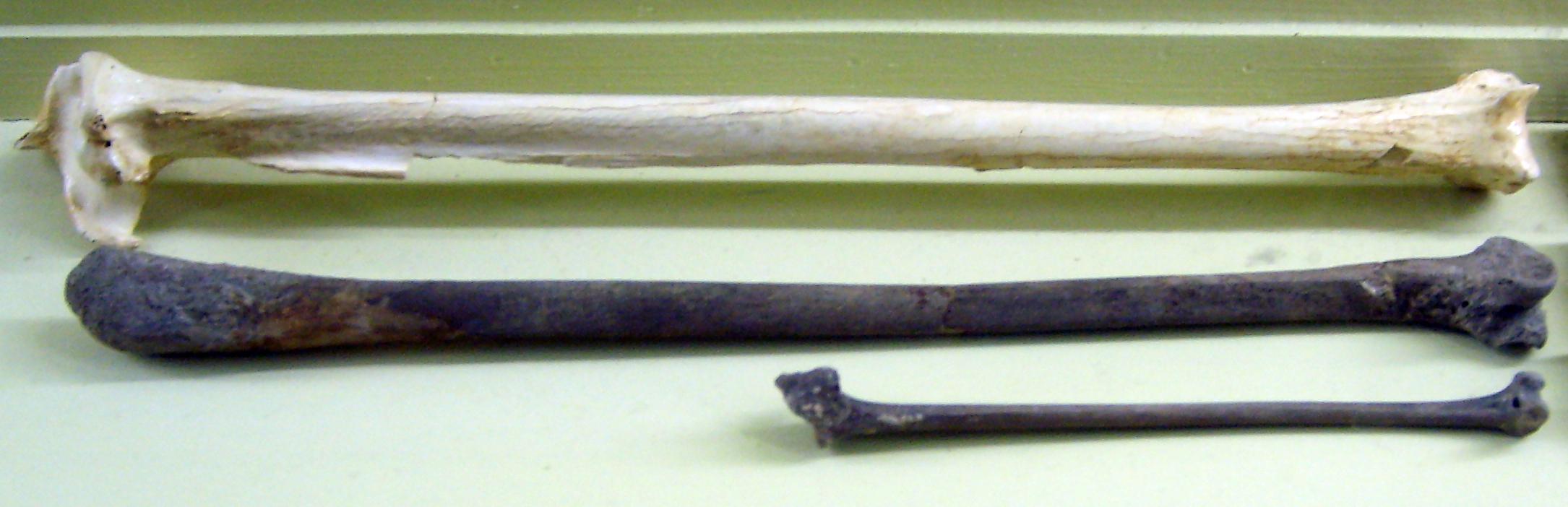
Tibiotarsi einiger ausgestorbener Vögel: Grus cubensis, Propelargus edwardsi und Palaelodus gracilipes